# Jayavarman IV
Jayavarman IV là một vị vua của Đế quốc Khmer trị vì trong khoảng thời gian từ năm 928 đến năm 941.

## Thời niên thiếu
Nhiều nhà sử học ban đầu cho răng ông là một vị vua tiếm quyền. Tuy nhiên, chứng cứ gần đây cho thấy ông là một vị vua hợp phát được thừa kế ngai vàng. Ông là con của người con gái của vua Indravarman I là Mahendradevi, vốn là kết quả của cuộc hôn nhân với người dì của ông, người chị mang một nửa dòng máu với vua Yasovarman I. Vì không có vị trí kế thừa rõ ràng, việc khẳng định quyền thừa kế ngai vàng thông qua họ ngoại được xem là hợp pháp. Ông tranh giành quyền lực với những người con của Yasovarman I tại Angkor sau cái chết của ông này. Năm 921 ông tự thành lập thủ đô của riêng mình tại Koh Ker: một thư tịch vào năm 921 viết, "Jayavarman IV rời thành phố của Yashodharapura để trị vì tại Chok Gargyar mang theo Devaraja."  Tình trạng đối đầu kéo dài từ năm 921 đến khi Ishanavarman II mất vào năm 928, sau đó Jayavarman IV nắm quyền trị vì tối thượng.

## Koh Ker
Nổi tiếng nhờ những tàn tích cổ đại, Koh Ker có thể dễ dàng tiếp cận nhờ đường đường bộ. Thủ đô cũ của Jayavarman IV đã bị bỏ phế trong một ngàn năm trước khi những học giả người Pháp như Louis Delaporte và Étienne Aymonier, đã viếng thăm và nghiên cứu vào cuối thế kỷ 19. Trong suốt triều đại của ông, thành phố có tên là Chok Gargyar (Hòn đảo Vinh quang) hay Lingapura. Thành phố được bao quanh bởi một bức tường và rộng 1200 m², nhưng các đền thờ phụ nằm rải rác quanh một khu vực rộng 35 kilomet vuông. Khu vực chính bao gồm hồ Rahal (1,188 x 548 m) và phức hợp Prasat Thom, cùng với bảy kim tự tháp xếp thành dãy cao 30 met. Trên đỉnh kim tự tháp có một đền thờ khổng lồ linga, hiện tại đã biến mất, có lẽ được làm bằng lồng kim loại cao khoảng 5 met. Bản ghi chép K.187E chỉ ra cái tên Khmer cổ cho từ linga có nghĩa là kamrateṅ jagat ta rājya, "thượng đế người là vị vua". "dòng ghi chép của Jayavarman IV đã phóng đại sự thật rằng công trình của ông vượt qua tất cả các vị vua trước." Một số lượng lớn các tác phẩm điêu khác đẹp nhất và vĩ đạt nhất của thời Angkor được thực hiện trong triều đại của ông, ví dụ là Garuda đứng trước lối vào Viện Bảo tàng Quốc gia Campuchia. Một đường cao tốc hoàng gia dẫn tới Beng Mealea về phía nam và Angkor về hướng tây.